# Jenna Elfman
Jenna Elfman, pseudonimo di Jennifer Mary Butala (Los Angeles, 30 settembre 1971), è un'attrice statunitense, nota principalmente per il ruolo di Dharma Finkelstein nella serie Dharma & Greg.

## Biografia
Studia danza presso la Los Angeles County High School for the Arts, e verso gli inizi degli anni novanta comincia a lavorare come ballerina professionista, che la porta a comparire nel 1990 nel videoclip di Halo dei Depeche Mode e nel 1993 in quello del brano Black Lodge degli Anthrax.
I primi approcci con la recitazione avvengono con le partecipazioni, in piccoli ruoli, in serie televisive come Pappa e ciccia e NYPD - New York Police Department. Dal 1997 al 2002 interpreta il ruolo di Dharma Finkelstein, protagonista insieme a Thomas Gibson della sitcom Dharma & Greg, ruolo che le vale un Golden Globe e tre nomination agli Emmy Awards.
Per il cinema, ha lavorato nelle commedie Giovani, pazzi e svitati, EdTV di Ron Howard, Tentazioni d'amore di e con Edward Norton e Looney Tunes: Back in Action. Dal 2009 al 2010 è stata la protagonista della sitcom Incinta per caso.

## Vita privata
Dal 1995 è sposata con l'attore Bodhi Elfman, figlio del regista Richard Elfman e nipote del musicista Danny Elfman, e fa parte della chiesa di Scientology; dal marito ha avuto due figli, Story Elias (2007) ed Easton Quinn Monroe (2010). È inoltre nipote del cantante Tony Butala.

## Filmografia

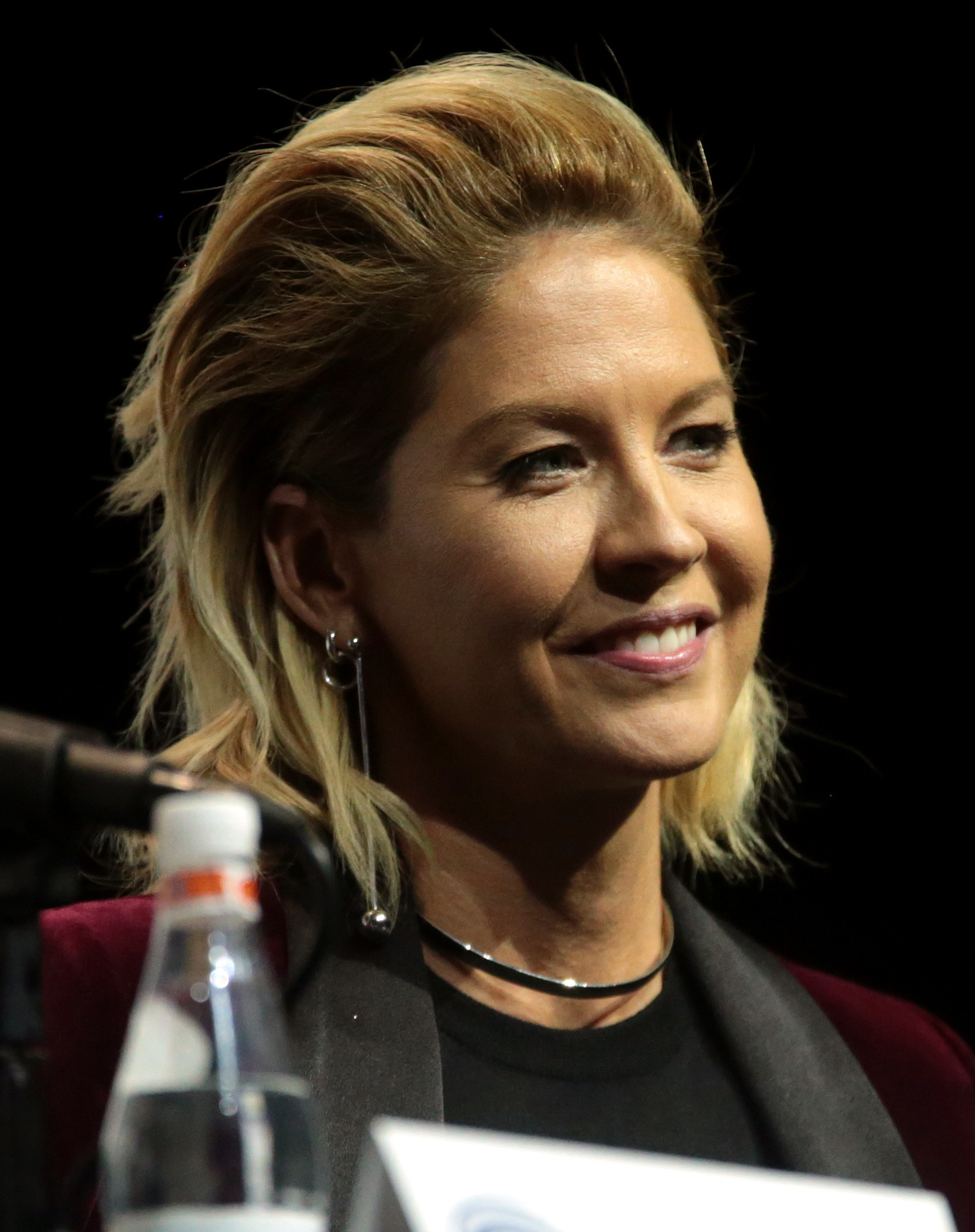
Jenna Elfman all'Anaheim WonderCon nel 2018

### Attrice

#### Cinema
- L'ultimo contratto (Grosse Pointe Blank), regia di George Armitage (1997)
- Cercasi tribù disperatamente (Krippendorf's Tribe), regia di Todd Holland (1998)
- Giovani, pazzi e svitati (Can't Hardly Wait), regia di Harry Elfont e Deborah Kaplan (1998) – non accreditata
- EdTV, regia di Ron Howard (1999)
- Tentazioni d'amore (Keeping the Faith), regia di Edward Norton (2000)
- Amori in città... e tradimenti in campagna (Town & Country), regia di Peter Chelsom (2001)
- Looney Tunes: Back in Action, regia di Joe Dante (2003)
- Touched, regia di Timothy Scott Bogart (2005)
- Struck, regia di Taron Lexton – cortometraggio (2008)
- 6 mogli e un papà (The Six Wives of Henry Lefay), regia di Howard Michael Gould (2009)
- Love Hurts, regia di Barra Grant (2009)
- Amici di letto (Friends with Benefits), regia di Will Gluck (2011)
- I segreti di Big Stone Gap (Big Stone Gap), regia di Adriana Trigiani (2014)
- Barry, regia di Vikram Gandhi (2016)

#### Televisione
- La signora in giallo (Murder, She Wrote) – serie TV, episodio 8x11 (1992) – non accreditata
- Freshman Dorm – serie TV, episodio 1x04 (1992)
- Double Deception, regia di Jan Egleson – film TV (1993)
- The George Carlin Show – serie TV, episodio 2x09 (1994)
- Pointman – serie TV, episodio 1x11 (1995)
- The Monroes – serie TV, episodio 1x05 (1995)
- Pappa e ciccia (Roseanne) – serie TV, episodio 8x07 (1995)
- NYPD - New York Police Department (NYPD Blue) – serie TV, episodio 3x14 (1996)
- Murder One – serie TV, episodio 1x17 (1996)
- Almost Perfect – serie TV, episodio 1x19 (1996)
- Her Last Chance, regia di Richard Colla – film TV (1996)
- Townies – serie TV, 15 episodi (1996)
- The Single Guy – serie TV, episodio 2x14 (1997)
- Dharma & Greg – serie TV, 119 episodi (1997-2002)
- Obsessed, regia di John Badham – film TV (2002)
- Due uomini e mezzo (Two and a Half Man) – serie TV, episodi 1x15-1x16-9x01 (2004-2011)
- Courting Alex – serie TV, 13 episodi (2006)
- Brothers & Sisters - Segreti di famiglia (Brothers & Sisters) – serie TV, episodio 1x19 (2007)
- My Name Is Earl – serie TV, episodio 4x06 (2008)
- Incinta per caso (Accidentally on Purpose) – serie TV, 18 episodi (2009-2010)
- Matumbo Goldberg – serie web, 5 episodi (2011)
- Bad Mom – episodio pilota scartato (2011)
- Shameless – serie TV, episodio 2x12 (2012)
- Damages – serie TV, 6 episodi (2012)
- 1600 Penn – serie TV, 13 episodi (2012-2013)
- Royal Pains – serie TV, episodio 5x11 (2013)
- The Mindy Project – serie TV, episodio 2x09 (2013)
- Growing Up Fisher – serie TV, 13 episodi (2014)
- Gigi: Almost American – serie web, episodio 2x04 (2014)
- The Perfect Stanleys – episodio pilota scartato (2015)
- Imaginary Mary – serie TV, 9 episodi (2017)
- Fear the Walking Dead – serie TV, 45 episodi (2018-2023)
- Will Trent – serie TV, episodio 2x05 (2024)
- Quell'uragano di figlia (Shifting Gears) – serie TV, episodi 1x07-1x09-1x10 (2025)

### Produttrice
- Dharma & Greg – serie TV, 23 episodi (2001-2002)
- Touched, regia di Timothy Scott Bogart (2005) – produttrice esecutiva
- Courting Alex – serie TV, 13 episodi (2006)
- Incinta per caso (Accidentally on Purpose) – serie TV, 18 episodi (2009-2010)

### Doppiatrice
- Il dottor Dolittle (Doctor Dolittle), regia di Betty Thomas (1998)
- CyberWorld, regia di Colin Davies e Elaine Despins – cortometraggio (2000)
- Pilù, l'orsacchiotto con il sorriso all'ingiù (The Tangerine Bear: Home in Time for Christmas!), regia di Bert Ring (2000)
- Clifford e i suoi amici acrobati (Clifford's Really Big Movie), regia di Robert C. Ramirez (2004)
- Agente Speciale Oso (Special Agent Oso) – serie animata, episodio 1x05 (2009)

## Doppiatrici italiane
Nelle versioni in italiano delle opere in cui ha recitato, Jenna Elfman è stata doppiata da:
- Paola Valentini in Dharma & Greg, Courting Alex, Brothers & Sisters - Segreti di famiglia, Incinta per caso
- Claudia Catani in EdTV, Amori in città... e tradimenti in campagna, Quell'uragano di figlia
- Chiara Colizzi in Looney Tunes: Back in Action, Amici di letto
- Ilaria Stagni in Tentazioni d'amore
- Alessandra Korompay in Due uomini e mezzo (ep. 1x15-1x16)
- Patrizia Bracaglia in Sei mogli e un papà
- Michela Alborghetti in Love Hurts
- Daniela Abbruzzese in Due uomini e mezzo (ep. 9x01)
- Cristina Boraschi in Damages
- Tiziana Avarista in 1600 Penn
- Giuppy Izzo in Royal Pains
- Anna Radici in Barry
- Rachele Paolelli in Fear the Walking Dead
- Maura Cenciarelli in Will Trent

Da doppiatrice è sostituita da:
- Francesca Guadagno ne Il dottor Dolittle
- Paola Majano in Pilù, l'orsacchiotto con il sorriso all'ingiù